# Lokomotiva 714
Lokomotivy řady 714 jsou čtyřnápravové motorové lokomotivy Českých drah, které vznikly přestavbou starších lokomotiv řady 735. Prototypové modernizace lokomotivy 714.001 a 714.002 proběhly v roce 1992 a 1993 s využitím původních kabin a kapotáže. U sériových modernizací (tj. od lokomotivy 714.003) již byly používány nové kabiny (shodné s průmyslovými lokomotivami řady 709.5) a kapoty.

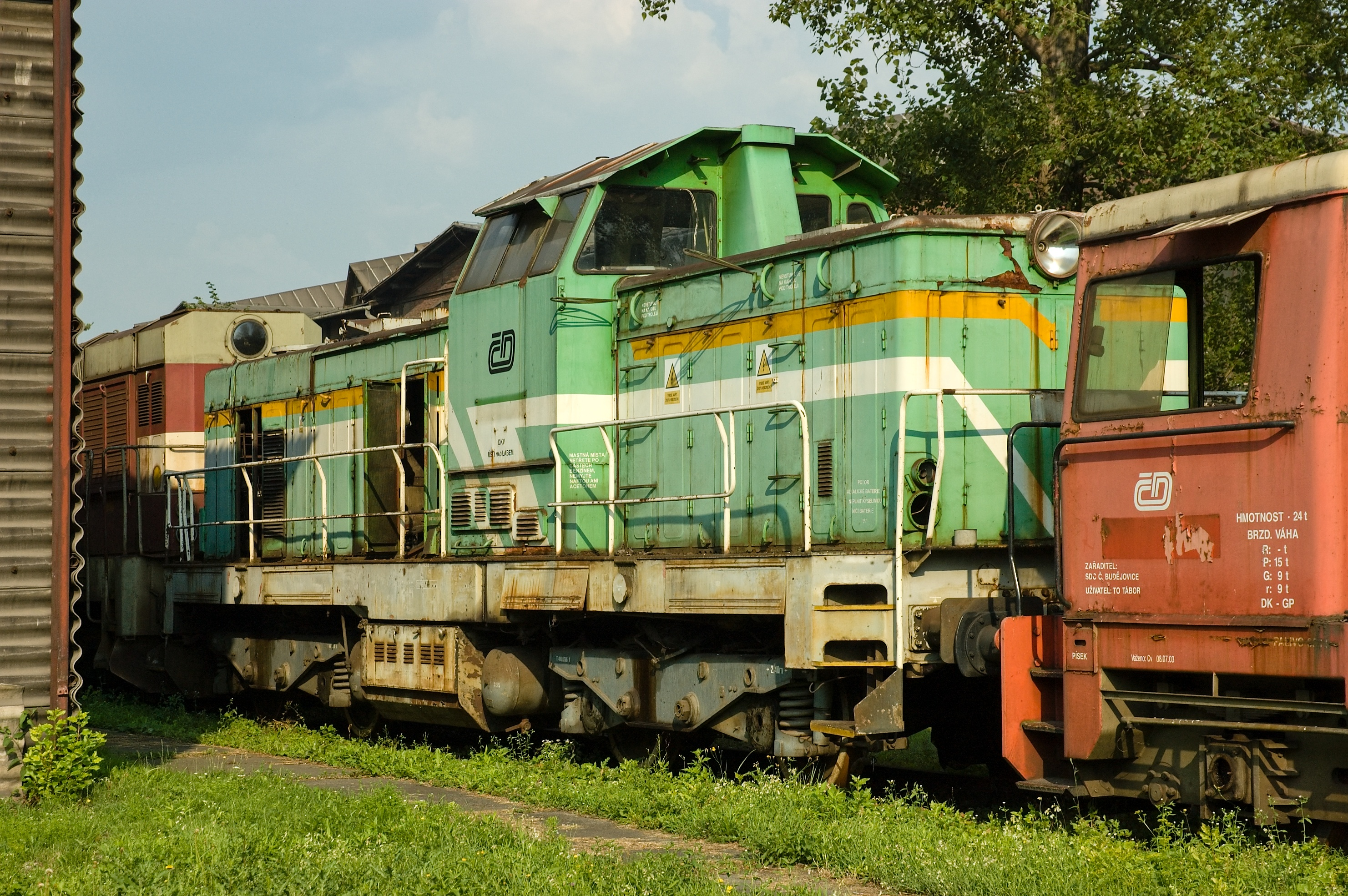
Prototyp 714.002

Vedle dvou prototypových kusů 714.001 a 714.002 bylo vyrobeno 58 sériových lokomotiv, z toho 27 ve verzi s hmotností 64 tun (714.003 až 714.029) a 31 v lehčí verzi s hmotností 60 tun (714.201 až 714.231).
Z původní lokomotivy řady 735.0 je použitý pojezd (podvozky včetně stejnosměrných sériových trakčních elektromotorů) a hlavní rám lokomotivní skříně. Ostatní je změněno, přepracováno. Pozitivní změnou je dobrý výhled z nově uspořádané kabiny strojvedoucího (prosklená plocha, důležité při posunu).
Zásadní změnou je náhrada původního spalovacího motoru a trakčního dynama za dva motorgenerátory s alternátory.
Komůrkový dvanáctiválec typu 12 PA 4 185 nahradily dva šestiválce s přímým vstřikováním paliva typu LIAZ M 2 (6 Z 135 T), od lokomotivy 714.005 pak motory LIAZ M 1.2 C. Každý spalovací motor je spojen s trakčním alternátorem (elektrický přenos výkonu je střídavě stejnosměrný: alternátor – polovodičový usměrňovač – stejnosměrné sériové trakční elektromotory). Motor Liaz má výkon 300 kW při 1 800 ot/min., alternátor 260 kW má vlastní ventilaci a cizí buzení. Šuntování trakčních motorů (TM) je ve dvou stupních (zeslabení magnet. pole na 31 a 24 %). TM jsou čtyřpólové, sériově buzené stejnosměrné stroje s pomocnými póly (k potlačení reakce kotvy) a cizí ventilací. Reverzace je zajištěna přepínačem směru (ten obrací tok proudu ve statoru). Dva TM jsou trvale spojeny v sérii (dvě dvojice, každá v jednom podvozku). Chladicí ventilátor (samostatný pro každý podvozek) je poháněn elektromotorem. TM je v podvozku uložen odpruženým závěsem a dvěma kluznými tlapovými ložisky na nápravě. Lokomotiva je vybavena elektrodynamickou brzdou, kterou lze využívat téměř do zastavení. Při jejím použití se energie maří v el. odpornících chlazených ventilátorem.
Lokomotivy řady 714 slouží při posunu a v lehké traťové službě. Na trati jsou nasazovány zejména v lehké osobní dopravě a jejich doménou jsou neelektrizované hlavní i vedlejší tratě. Vozí vlaky sestavené obvykle z přípojných vozů řady Btax (souprava mívá 2–3 vozy řady 011, vůz má 62 míst k sezení, dveře pro nástup a výstup obsluhuje dálkově strojvedoucí).
V provozu se strojům řady 714 přezdívá „Veselá kráva“ (barevná kombinace továrního nátěru na čelech lok. připomíná tohoto přežvýkavce-maskota značky tavených sýrů), „Vírník“ či „Vrtulník“ (blokové uspořádání vrtule ventilátoru a chladiče naftového motoru připomíná postavení rotoru u rotorového kluzáku – vírníku) nebo „LEGO“ (barevné a tvarové uspořádání karoserie se podobá dětské stavebnici Lego).
Mezi obsluhujícím personálem tyto lokomotivy nepatří ke zvláště oblíbeným. Instalovaný výkon je poměrně nízký, na vlaku je nutné jej plně využívat, a tak v případě potřeby rezerva výkonu chybí (jízda a rozjezd ve stoupání trati, krácení jízdní doby při zpoždění vlaku apod.). Ze stejného důvodu jsou možnosti jejich využití pro nákladní dopravu velmi omezené.
Vhodným uplatněním s hospodárným provozem pro tyto stroje je lehký až střední posun.

## Historické lokomotivy
- 714 001-5 (Železniční muzeum Lužná u Rakovníka) (DKV Turnov)